# Kayla Pedersen

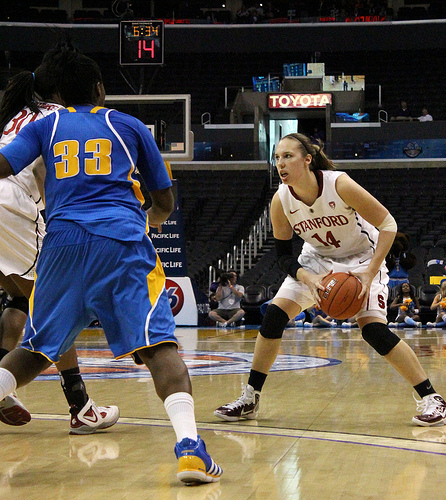
La joueuse de Stanford Kayla Pedersen du tournoi de la Pac10

Kayla Pedersen (nascida em 14 de abril de 1989) é uma jogadora norte-americana de basquete. Joga atualmente no Connecticut Sun, equipe da WNBA. Ela entrou na liga através do draft de 2011.